# Serdar Kurtuluş
Serdar Kurtuluş est un footballeur turc né le 23 juillet 1987 à Bursa en Turquie. Il joue au poste de milieu de terrain et au poste d’arrière latéral.

## Carrière en club
Serdar commence sa carrière à Bursaspor. En peu de temps il fut remarqué par ses entraineurs et fut pris en équipe première de Bursaspor. À 18 ans, pendant la saison 2005-2006, il joua une bonne saison et remporta le Championnat de Turquie de football de deuxième division avec Bursaspor.
À 19 ans, contre un million de dollars il fut transféré à Besiktas JK.
Son frère Serkan Kurtuluş joue actuellement à Galatasaray SK.

## Carrière internationale
Il devient joueur international le 5 juin 2007 en jouant contre l’équipe du Brésil de football. Il a joué 35 matchs avec les équipes de jeunes de Turquie.

## Palmarès
- Champion de la coupe de Turquie : 2009 avec Beşiktaş JK [1]

- Championnat de Turquie de football en 2009 et 2016 avec Beşiktaş JK[2]

## Sources
- Profil de Serdar Kurtuluş
- Site officiel de la TFF

- (tr) Cet article est partiellement ou en totalité issu de l’article de Wikipédia en turc intitulé « Serdar Kurtuluş » (voir la liste des auteurs) (dernière visite le 19 mai 2009).